# Royal City
Royal City is een plaats (city) in de Amerikaanse staat Washington, en valt bestuurlijk gezien onder Grant County.

## Demografie
Bij de volkstelling in 2000 werd het aantal inwoners vastgesteld op 1823.
In 2006 is het aantal inwoners door het United States Census Bureau geschat op 1970, een stijging van 147 (8,1%).

## Geografie
Volgens het United States Census Bureau beslaat de plaats een oppervlakte van
3,3 km², geheel bestaande uit land. Royal City ligt op ongeveer 324 m boven zeeniveau.

## Plaatsen in de nabije omgeving
De onderstaande figuur toont nabijgelegen plaatsen in een straal van 36 km rond Royal City.